# Neurokirurgi
Neurokirurgi eller hjernekirurgi er et medicinsk speciale, som beskæftiger sig med kirurgisk behandling af lidelser i nervesystemet.
Den første neurokirurgiske afdeling i Danmark blev oprettet i 1934 med Eduard Busch som chef. I begyndelsen var der blot 11 sengepladser og én operationsstue. Busch uddannede en række andre hjernekirurger blandt andet Richard Malmros, Bendt Broager og Knud Palle Taarnhøj (1946-1953).
Hjernekirurgien er skildret i Nils Malmros film At kende sandheden og i Lars von Triers tv-serie Riget.